# Polistirensolfonato ferroso
Il polistirensolfonato ferroso è un farmaco a base di ferro. Sostanzialmente si tratta di ferro elementare (Fe++) adsorbito su una resina, il polistirene solfonato.

## Usi clinici
Il farmaco viene utilizzato nella prevenzione e nel trattamento delle anemie sideropeniche, causate da emorragie o da un insufficiente apporto o assorbimento di ferro. La somministrazione è consigliata anche nell'infanzia, nell'età adulta e nelle donne in stato di gravidanza, il cui fabbisogno di ferro aumenta.

## Effetti collaterali
Anche se l'adsorbimento del ferro sulla resina permette una liberazione controllata e graduale, in alcuni soggetti si possono osservare disturbi gastrointestinali, risolvibili assumendo il farmaco a stomaco pieno. In tal modo però l'assorbimento del ferro si riduce.

## Controindicazioni
Il polistirensolfonato ferroso è controindicato in caso di ipersensibilità individuale, emosiderosi, anemia emolitica, emocromatosi.

## Dosi terapeutiche
Il farmaco è stato commercializzato in Italia sotto forma di fiale ad uso orale. La posologia varia da soggetto a soggetto a seconda della gravità dell'anemia e quindi del fabbisogno di ferro. Generalmente nell'adulto si somministrano dosi corrispondenti a 105 mg di ferro elementare al giorno. La posologia in età pediatrica viene dimezzata ed è pari a 52,5 mg di ferro elementare.

## Precauzioni d'uso
Il farmaco può risultare scarsamente efficace nei casi di assorbimento gastrointestinale alterato (ad esempio in presenza di diarrea acuta). È inoltre preferibile assumere il farmaco a stomaco vuoto, salvo che il paziente non manifesti disturbi gastrointestinali, poiché il cibo ostacola in parte l'assorbimento del ferro.

## Sovradosaggio
Il sovradosaggio negli adulti è una evenienza eccezionale. È invece possibile nei bambini quando vengano assunte dosi corrispondenti a più di 200 mg di ferro elementare. 
I sintomi da sovradosaggio sono nausea, vomito, diarrea ed ipotensione arteriosa, più evidente nella assunzione della posizione ortostatica. 
Il trattamento di prima istanza consiste nell'induzione del vomito o nella effettuazione di una lavanda gastrica. Successivamente si somministrano uova o latte al fine di complessare il ferro. In un secondo tempo si somministrano sostanze alcaline mediante un sondino gastrico e si mettono in atto misure di supporto anche al fine di sostenere la pressione ematica.

## Interazioni
Come gli altri sali di ferro, anche il polistirensolfonato ferroso può aumentare la tossicità delle penicillamine e diminuire l'assorbimento delle tetracicline.